# Pavetta loandensis
Pavetta loandensis är en måreväxtart som först beskrevs av Spencer Le Marchant Moore, och fick sitt nu gällande namn av Cornelis Eliza Bertus Bremekamp. Pavetta loandensis ingår i släktet Pavetta och familjen måreväxter. Inga underarter finns listade i Catalogue of Life.